# Hanover, Ontario
Hanover är en stad i Ontario, Kanada. Den har 7 147 invånare (2006) på en yta av 9,81 km².